# Nicolás Castillo
Nicolás Ignacio Castillo Mora (* 14. února 1993, Santiago de Chile) je chilský fotbalový útočník a reprezentant, v současnosti hostuje v klubu 1. FSV Mainz 05.

## Klubová kariéra
Nicolás Castillo působil v Chile v klubu CD Universidad Católica, v jehož dresu debutoval v profesionálním fotbale. S týmem vyhrál v sezóně 2011 Copa Chile (chilský pohár).

V lednu 2014 odešel do Evropy, kde podepsal kontrakt s belgickým klubem Club Brugge. V lednu 2015 odešel hostovat do německého klubu 1. FSV Mainz 05.

## Reprezentační kariéra
Reprezentoval Chile v mládežnické kategorii U20.
Zúčastnil se Mistrovství světa hráčů do 20 let 2013 v Turecku, kde byli mladí Chilané vyřazeni ve čtvrtfinále Ghanou po výsledku 3:4 po prodloužení. Celkem na tomto turnaji vstřelil 4 branky.
V A-mužstvu Chile debutoval 23. 3. 2013 proti Peru (porážka 0:1).